# Pseudodesmus quadrituberculatus
Pseudodesmus quadrituberculatus är en mångfotingart som först beskrevs av Tömösvary 1885.  Pseudodesmus quadrituberculatus ingår i släktet Pseudodesmus och familjen Andrognathidae. Inga underarter finns listade i Catalogue of Life.